# Helina costalis
Helina costalis este o specie de muște din genul Helina, familia Muscidae. A fost descrisă pentru prima dată de Stein în anul 1906. Conform Catalogue of Life specia Helina costalis nu are subspecii cunoscute.